# Steve Mocco

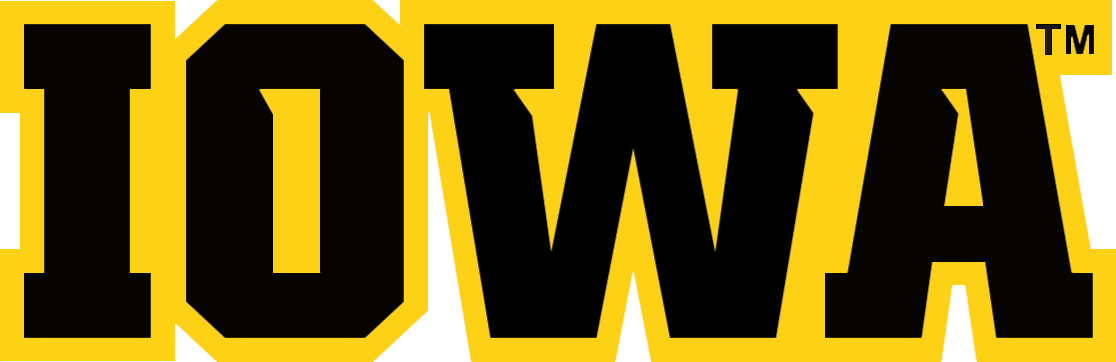
Zawodnik Iowa Hawkeyes

Zawodnik Oklahoma State Cowboys

Steven „Steve” Mocco (ur. 28 grudnia 1981) – amerykański zapaśnik w stylu wolnym. Olimpijczyk z Pekinu 2008, gdzie zajął siódme miejsce w wadze 120 kg.
Trzy złote medale na mistrzostwach panamerykańskich. Szósty w Pucharze Świata w 2007 i piąty w drużynie w 2008. Od 2012 walczy w MMA. Pięć wygranych i jedna porażka.
Zawodnik Blair Academy z Blairstown, a także University of Iowa i Oklahoma State University. Cztery razy All-American (2002, 2003, 2005, 2006) w NCAA Division I, pierwszy w 2003 i 2005; drugi w 2002 i 2006 roku.